# Femtjärnarna (Stensele socken, Lappland, 724620-155265)
Femtjärnarna är en sjö i Storumans kommun i Lappland och ingår i Umeälvens huvudavrinningsområde.